# New Providence (Iowa)
New Providence es una ciudad ubicada en el condado de Hardin en el estado estadounidense de Iowa. En el Censo de 2010 tenía una población de 228 habitantes y una densidad poblacional de 87,42 personas por km².

## Geografía
New Providence se encuentra ubicada en las coordenadas 42°16′52″N 93°10′19″O / 42.28111, -93.17194. Según la Oficina del Censo de los Estados Unidos, New Providence tiene una superficie total de 2.61 km², de la cual 2.61 km² corresponden a tierra firme y (0%) 0 km² es agua.

## Demografía
Según el censo de 2010, había 228 personas residiendo en New Providence. La densidad de población era de 87,42 hab./km². De los 228 habitantes, New Providence estaba compuesto por el 96.05% blancos, el 0.88% eran afroamericanos, el 0.88% eran amerindios, el 0% eran asiáticos, el 0% eran isleños del Pacífico, el 0.44% eran de otras razas y el 1.75% pertenecían a dos o más razas. Del total de la población el 1.75% eran hispanos o latinos de cualquier raza.